# نافع بن حارث
نافع بن حارث (به عربی: نافع بن الحارث بن کلدة الثّقفیّ) پزشک عرب‌تبار بود که در قرن هفتم میلادی می‌زیست. او در یمن تعلیم دیده بود، و برخی مورخان معتقدند که او تحصیلات پزشکی خود را در مدرسهٔ پزشکی جندی‌شاپور در سرزمین فارس گذرانده و در آنجا آموزه‌های ارسطو و گالن را فراگرفته بوده است.